# La Grande-Bretagne et les États-Unis de 1896 à 1900
Pour plus de détails, voir Fiche technique et Distribution.
La Grande-Bretagne et les États-Unis de 1896 à 1900 est un court métrage documentaire français de Marc Allégret, sorti en 1968.

## Synopsis
La vie de ces deux pays au tournant du siècle, à travers des archives des frères Lumière.

## Fiche technique
- Titre français : La Grande-Bretagne et les États-Unis de 1896 à 1900
- Réalisation : Marc Allégret
- Scénario : Marc Allégret
- Musique : Henri Sauguet
- Production : Pierre Braunberger
- Société de production : Les Films de la Pléiade
- Pays de production :  France
- Langue originale : français
- Format : Noir et blanc — 35 mm — son Mono
- Genre : Documentaire
- Durée : 23 minutes
- Dates de sortie :
  - France : 1968

## Distribution
- Claude Dauphin : narrateur